# Intergiro
Die Intergiro-Wertung des Giro d’Italia wurde erstmals beim Giro d’Italia 1989 ausgetragen. Letztmals wurde 2005 ein Sieger in dieser Wertung geehrt.
Etwa auf der Hälfte jeder Etappe wurde die Wertung für den Intergiro genommen. In den ersten Jahren wurde die Zeit ermittelt, die jeder Fahrer bis zum Intergiro gebraucht hat. In den letzten Jahren ergab sich die Wertung im Wesentlichen aus den Platzierungen beim Intergiro und nur zu einem geringen Teil aus den erzielten Zeiten. Im letzten Jahr der Austragung war die Intergirowertung eine reine Punktewertung.

## Maglia Azzura
Der jeweils Führende der Intergiro-Wertung trug am Folgetag das Azurblaue Trikot Maglia Azzurra. Im Jahr 2006 wurde das Maglia Azzurra für den Führenden der Kombinationswertung vergeben. Dazu wurden nach jeder Etappe Punkte für die besten in der Gesamt-, Punkte- und Bergwertung, sowie in der Sprintwertung „Gazzetta 110“ verteilt. Der beste in der jeweiligen Wertung erhielt 15 Punkte, der 15. bekam noch einen Punkt. So konnten an einem Tag bis zu 60 Punkte erreicht werden. Einziger Sieger dieser Wertung war Paolo Savoldelli. Seit 2012 trägt der Führende in der Bergwertung das Maglia Azzurra.

## Sieger
- 1989  Jure Pavlic
- 1990  Phil Anderson
- 1991  Alberto Leanizbarrutia
- 1992  Miguel Induráin
- 1993  Ján Svorada
- 1994  Dschamolidin Abduschaparov
- 1995  Tony Rominger
- 1996  Fabrizio Guidi
- 1997  Dmitri Konyschew
- 1998  Gian Matteo Fagnini
- 1999  Fabrizio Guidi
- 2000  Fabrizio Guidi
- 2001  Massimo Strazzer
- 2002  Massimo Strazzer
- 2003  Magnus Bäckstedt
- 2004  Raffaele Illiano
- 2005  Stefano Zanini